# ویل هی
 ویل هی (انگلیسی: Will Hay؛ ۶ دسامبر ۱۸۸۸ – ۱۸ آوریل ۱۹۴۹) یک هنرپیشه، و فیلم‌نامه‌نویس اهل بریتانیا بود.
از فیلم‌ها یا برنامه‌های تلویزیونی که وی در آن نقش داشته است می‌توان به جنجال در کشتی و  از پلیس بپرسید ، ناخدای قلابی و آن آتش کجاست اشاره کرد.
این فیلمها از کانال دو ایران پخش شد .